# Thái nữ Victoria của Thụy Điển
Thái nữ Victoria của Thụy Điển, Nữ Công tước xứ Västergötland (Victoria Ingrid Alice Désirée, sinh ngày 14 tháng 7 năm 1977) là người thừa kế ngai vàng của Vua Carl XVI Gustaf - cháu họ ba đời của Nữ vương Elizabeth II của nước Anh. Trong tương lai khi Victoria thuận lợi kế thừa ngôi vị, bà sẽ là Nữ vương thứ 4 trong lịch sử Thụy Điển sau Margareta I, Kristina và Ulrika Eleonora.

## Tiểu sử
Vương nữ Victoria được sinh ra vào ngày 14 tháng 7 năm 1977, vào lúc 21 giờ 45 phút theo giờ CET ở Stockholm và được rửa tội vào ngày 27 tháng 9 cùng năm ở Storkyrkan. Cha cô là Vua Carl XVI Gustaf, một người cháu của Victoria của Anh thông qua bà nội, Vương tôn nữ Margaret xứ Connaught. Bên cạnh đó, mẹ của cô là Vương hậu Silvia, xuất thân từ một gia đình thương nhân người Đức. Cha mẹ đỡ đầu cho Victoria là Vua Harald V của Na Uy, người cậu ruột là Ralf Sommerlath, Nữ vương Beatrix của Hà Lan và người cô là Vương tôn nữ Désirée, Nam tước phu nhân Silfverschiöld.
Tên của Victoria tôn vinh rất nhiều mối liên hệ hôn nhân của gia tộc mình:
- Victoria được lấy theo tên bà cố nội là Vương hậu Viktoria, vợ của Vua Gustaf V.
- Ingrid là lấy theo tên người cô là Vương hậu Ingrid, vợ của Vua Frederik IX.
- Alice là tôn vinh bà ngoại Alice Soares de Toledo.
- Désirée là nhằm tôn vinh một người tổ tiên xa trong dòng họ, Désirée Clary; bên cạnh đó còn tôn vinh cô ruột cũng như mẹ đỡ đầu là Vương tôn nữ Désirée, Nam tước phu nhân Silfverschiöld.

Vào năm 1979, Vương nữ Victoria được chính thức tấn phong làm Trữ quân, từ đó Victoria được gọi là [Crown Princess]. Địa vị người đầu tiên sẽ được kế thừa ngai vàng của Victoria đã chính thức có hiệu lực kể từ ngày 1 tháng 1 năm 1980, khi Nghị viện Thụy Điển sửa đổi Luật Kế vị, một dự luật giao quyền kế vị cho cả Vương tử và Vương nữ của vương thất Thụy Điển. Theo sự thay đổi này, ngai vàng sẽ truyền cho người con trưởng không kể nam nữ của Quốc vương Thụy Điển.
Đây là một điều không phổ biến trong các hiến pháp quân chủ lập hiến của các nước Châu Âu khi đó. Sự thay đổi dự thảo này khiến cha của Victoria là Vua Carl XVI Gustaf không vui một chút nào, không phải vì ông không vui vì phụ nữ kế vị mà vì người con trai của ông là Vương tử Carl Philip, Công tước xứ Värmland đột nhiên bị mất vị trí thừa kế danh giá. Và Thái nữ Victoria hiện là người đứng thứ 196 (sau cha mình) trong những người có quyền kế vị ngôi vị quân chủ nước Anh, do mối liên hệ hôn nhân với cháu nội của Victoria của Anh.
Bên cạnh là Thái nữ của Thụy Điển, Victoria còn nhận được danh hiệu là Nữ Công tước xứ Västergötland, một tỉnh thành có bề dày lịch sử tại Thụy Điển. Victoria được học ở trường Université catholique de l'Ouest tại Pháp. Vào khoảng từ năm 1998 đến 2000 thì Vương nữ chuyển đến Hoa Kỳ sinh sống và học tập tại Đại học Yale. Với nền học vấn cao, Victoria nói lưu loát ngoài tiếng Thụy Điển, còn có tiếng Anh, tiếng Pháp và tiếng Đức.

## Gia đình
Năm 2010, hôn lễ của Victoria với Daniel Westling diễn ra tại Nhà thờ Stockholm vào ngày 19 tháng 6, kỷ niệm 34 năm ngày cưới của cha mẹ bà. Sau đám cưới, Daniel trở thành Công tước phu quân xứ Västergötland, và hai vợ chồng chuyển đến sống tại Cung điện Haga.
Cuộc hôn nhân của Victoria cùng chồng bà có hai người con, lần lượt là:
1. Vương tôn nữ Estelle, Nữ Công tước xứ Östergötland, sinh ngày 23 tháng 2 năm 2012, hiện cô đứng thứ 2 trong dòng kế vị ngai vàng của Vương quốc Thụy Điển chỉ sau mẹ mình.
2. Vương tôn Oscar, Công tước xứ Skane, sinh ngày 2 tháng 3 năm 2016, hiện cậu đứng thứ 3 trong dòng kế vị ngai vàng của Vương quốc Thụy Điển chỉ sau mẹ và chị mình.

## Danh hiệu
- 14 tháng 7, năm 1977 - 31 tháng 12, năm 1979: Her Royal Highness Princess Victoria of Sweden (Vương nữ Victoria của Thụy Điển Điện hạ)
- 1 tháng 1, năm 1980 - 9 tháng 1 năm 1980: Her Royal Highness Victoria, The Crown Princess of Sweden (Victoria, Thái nữ Thụy Điển Điện hạ)
- 9 tháng 1, năm 1980 - nay: Her Royal Highness The Crown Princess Victoria, Duchess of Västergötland (Thái nữ Victoria, Nữ công tước xứ Västergötland Điện hạ)